# Ravel
Ravel – miejscowość i gmina we Francji, w regionie Owernia-Rodan-Alpy, w departamencie Puy-de-Dôme.
Według danych na rok 1990 gminę zamieszkiwało 597 osób, a gęstość zaludnienia wynosiła 60 osób/km² (wśród 1310 gmin Owernii Ravel plasuje się na 352. miejscu pod względem liczby ludności, natomiast pod względem powierzchni na miejscu 810).

## Zabytki
- zamek w Ravel.